# Tetraonyx bicolor
Tetraonyx bicolor es una especie de coleóptero de la familia Meloidae.

## Distribución geográfica
Habita en Brasil y Nicaragua.